# عملیات طلوع ادیسه
عملیات طلوع ادیسه، عنوان عملیات نیروهای آمریکایی در جنگ نیروهای ائتلاف شامل فرانسه و بریتانیا، آمریکا، ایتالیا و چند کشور عربی علیه دولت معمر قذافی رهبر لیبی بود که با حمله هواپیماهای فرانسه در ۲۰ مارس ۲۰۱۱ ساعت ۱۶:۴۵ به وقت گرینویچ آغاز شد.

## قیام مخالفان علیه دولت قذافی
در پی تظاهرات و انقلاب‌ها در کشورهای عربی، مخالفان دولت لیبی در چند شهر لیبی تظاهرات کردند که با خشونت پلیس مواجه شدند. ولی در نهایت مخالفان قذافی بیشتر شهرها را به تصرف درآوردند.

## قطعنامه شورای امنیت سازمان ملل
در ۱۸ مارس ۲۰۱۱ شورای امنیت سازمان ملل با ده رای مثبت و پنج رای منفی و به منظور حفاظت از غیرنظامیان در برابر حملات حکومت لیبی، قطعنامه‌ای را تصویب کرد و آسمان لیبی را منطقه پرواز ممنوع اعلام کرد. نیروهای ائتلاف بین‌المللی با استناد به این قطعنامه، جنگ علیه دولت لیبی را آغاز کردند.